# Гулик Ігор Костянтинович
Ігор Костянтинович Гулик — львівський журналіст, редактор, блогер, член Національної спілки журналістів України, лауреат премії «Золоте перо» НСЖУ (2011), Заслужений журналіст України (2016)

## Життєпис
Народився 22 жовтня 1962 року у смт Товсте Заліщицького району Тернопільської області у сім'ї Костянтина та Марії.
1984 року закінчив з відзнакою факультет журналістики Львівського державного університету ім. І. Франка.
У середині 1980-х почав працювати журналістом. Працював у першій масовій національно-демократичній газеті Галичини «За вільну Україну», де керував відділом політології.
Пізніше працював головним редактором тижневика для української діаспори у США та Канаді «Міст».
У 2002 році Ігор Гулик став випусковим редактором, а у вересні 2006 році — головним редактором «Львівської газети», але 29 січня 2008 року він був звільний, оскільки «не влаштовує власників». На його захист стали колектив «Львівської газети» та Львівська обласна організація НСЖУ.
У квітні 2008 року він прийшов на посаду головного редактора газети «Львівська пошта», яку обіймав до 2010 року, а з 1 жовтня 2010 року його знову було призначено головним редактором та директором «Львівської газети».
З 7 вересня 2015 року Ігор Гулик обіймав посаду директора творчо-виробничого об'єднання телебачення ТРК «Львів», а у січні 2016-го його призначено заступником виконавчого директора Львівської регіональної філії НТКУ.
З 22 січня 2018 року працював заступником головного редактора газети "Високий Замок [Архівовано 16 квітня 2020 у Wayback Machine.]" (Львів).
З липня 2020 року керує проєктом "Еспресо.Захід [Архівовано 16 листопада 2020 у Wayback Machine.]". Заступник головного редактора сайту espreso.tv.

## Нагороди та відзнаки
- Лауреат премії Львівської обласної організації Національної спілки журналістів України «Сучасність» імені Володимира Здоровеги за публіцистичні статті на актуальні теми сьогодення (2007)[5][7].
- Лауреат премії «Золоте перо» НСЖУ (2011) «за вагомі багаторічні фахові, творчі доробки у провідних друкованих засобах масової інформації»[7].
- Найкращий головний редактор газети у Львові (за результатами опитування порталу «Прес-центр», грудень 2009)[8]
- Почесний знак НСЖУ (червень 2015).
- Заслужений журналіст України (Указ Президента України № 505/2016 [Архівовано 29 листопада 2020 у Wayback Machine.] від 16.11.2016)